# Audrey Parily
Audrey Parily est une auteure française née à Lyon en 1979[réf. souhaitée].

## Biographie
Audrey Parily s'installe au Québec en 2005. S'essayant à l'écriture depuis son jeune âge[réf. souhaitée], elle publie deux trilogies. La première, publiée de 2009 à 2011, est composée de romans pouvant s'inscrire dans la veine des comédies romantiques, intitulés Passionnément givrée, Merveilleusement givrée et Eternellement givrée, traitant, parfois avec humour, parfois avec gravité, de l'amour, de l'engagement et de l'expatriation.
Sa seconde trilogie, publiée en 2012 et 2013, est une série contemporaine pour adolescents intitulée Amies à l'infini. Son premier volume Quand l’amour s’en mêle appartient à la mouvance chick lit. Il présente des situations réalistes sur des thèmes d’actualité, notamment les possibilités d’intimidation à l’aide des réseaux sociaux. Dans le second Vérités et conséquences, l’autrice met l’emphase sur les émotions des protagonistes et démontre une bonne aisance dans la description des relations entre adolescents.

## Ses œuvres
- Passionnément givrée, 2009, Éditions de Mortagne[4]
- Merveilleusement givrée, 2010, Éditions de Mortagne[5]
- Eternellement givrée, 2011 Éditions de Mortagne[6]
- Amies à l'infini (Tome 1) Quand l'amour s'en mêle, 2012 Éditions de Mortagne[7]
- Amies à l'infini (Tome 2) Vérités et conséquences, 2012 Éditions de Mortagne[8]
- Amies à l'infini (Tome 3) Scénarios imprévus, 2013 Éditions de Mortagne[9]